# Žiži

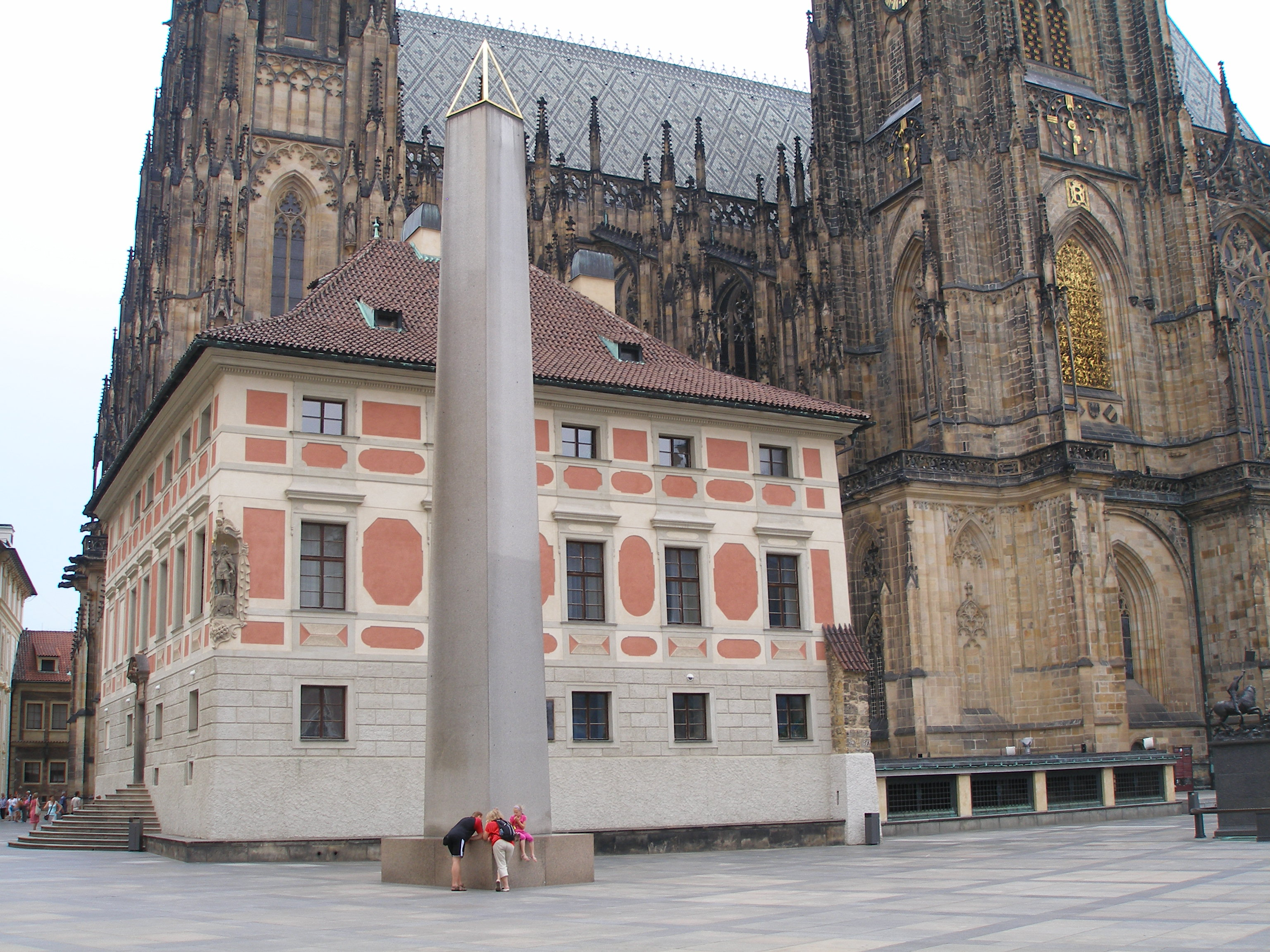
Pahorek Žiži se snad nalézal v místě obelisku; pozůstatek pahorku je patrný pod vyvýšeným Starým proboštstvím

Žiži nebo Siži (v latinském přepisu Zizi) byla podle Kosmovy kroniky vyvýšenina uprostřed Pražského hradu. O posvátném či kultovním významu vrcholku Žiži v předkřesťanských i raně přemyslovských Čechách  se ve svých knihách zmiňují někteří čeští historikové, například Dušan Třeštík, Petr Charvát nebo Michal Lutovský.
V blízkosti vrcholku Žiži býval umístěn i kamenný stolec, v podobě prostého balvanu, ke kterému byl přiveden každý nově zvolený kníže, ten byl na něj slavnostně posazen, a lidu bylo oznámeno jeho jméno. Určitou roli při tomto obřadu také hrály lýčené střevíce připisované Přemyslovi. Přestože až tímto aktem se stával právoplatným panovníkem, až do 12. století probíhal rituál prakticky bez církevní účasti.
Podobný obřad nastolování panovníka na kamenný trůn byl znám i slovanským Karantáncům, Seveřanům, Irům nebo Indům a souvisel pravděpodobně s institucí sakrálního království a symbolického sňatku krále s bohyní země.
Pozice vrcholku pahorku Žiži bývá přesněji lokalizována do místa na třetím hradním nádvoří, na němž se od roku 1928 nachází takzvaný Plečnikův obelisk. V jeho blízkosti byly nalezeny nejstarší kostrové hroby Pražského hradu – například tzv. hrob bojovníka z 2. pol. 9. století. Podle závěrů jiných badatelů na tomto vrcholku byla postavena rotunda svatého Víta zaniklá v druhé polovině 11. století. V blízkosti také měl vyvěrat pramen nazývaný Svatováclavská studánka, nejspíše uctívaný již před christianizací. Název Žiži pravděpodobně souvisí s žárem.